# Коваліха
Коваліха (пол. Kowalicha) — село в Польщі, у гміні Домбрувка Воломінського повіту Мазовецького воєводства.
Населення — 203 особи (2011).
У 1975-1998 роках село належало до Остроленцького воєводства.

## Демографія
Демографічна структура станом на 31 березня 2011 року:
|          | Загалом | Допрацездатний вік | Працездатний вік | Постпрацездатний вік |
| -------- | ------- | ------------------ | ---------------- | -------------------- |
| Чоловіки | 97      | 24                 | 61               | 12                   |
| Жінки    | 106     | 31                 | 51               | 24                   |
| Разом    | 203     | 55                 | 112              | 36                   |